# Palu (rivière)
Pour les articles homonymes, voir Palu et PALU.
La Palu est une rivière française, dans la région Nouvelle-Aquitaine, dans le département de la Vienne, et un affluent en rive gauche du Clain, donc un sous-affluent de la Loire par la Vienne.

## Géographie
La longueur de son cours est de 31,4 km.

### Communes et cantons traversés
Dans le seul département de la Vienne, la Palu traverse les dix communes ou anciennes communes suivantes : Beaumont, Blaslay, Chabournay, Champigny-le-Sec, Cheneché, Dissay, Jaunay-Clan, Marigny-Brizay, Vendeuvre-du-Poitou et Vouzailles.

## Affluents
Le Palu a quatre affluents contributeurs référencés et identifiés (plus six sans nom) :